# Olympic Skier
Olympic Skier is een computerspel dat werd uitgebracht door Mr. Chip Software. Het spel kwam in 1984 uit voor de Commodore 64. In het spel kan de speler skiën. Het spel is Engelstalig.